# ماروخا توريس
ماريا دولوريس توريس مانثانيرا (بالإسبانية: Maruja Torres)، الشهيرة باسم ماروخا توريس، هي كاتبة إسبانية (كانت تعمل مسبقاً في قسم كتابة الآراء بجريدة الباييس) والحاصلة على جائزة بلانتييره ونادال. وُلدت في برشلونة في السادس عشر من مارس لعام 1943. عملت كمراسلة أثناء حرب لبنان وبناما وإسرائيل وقامت بتغطية العديد من الأحداث الهامة في التاريخ المعاصر. لاحقاستقرت للعيش في برشلونة بإسبانيا. منذ اليوم الخامس والعشرين من شهر أكتوبر لعام 2013 وهي تكتب عمودها في قسم كتابة الآراء في جريدة الدياريو.

## السيرة الذاتية
وُلدت ماروخا توريس في حي رافال ببرشلونه. تنتمي لعائلة من مورثيا. تعمل في مجال الصحافة منذ تسعة عشر عاماً بالرغم من عدم وجود دراسة مسبقه لهذا المجال. بدأت عملها الصحفي على يد الكاتبة كارمن كورتث كسكرتيره لرئيس التحرير في جريدة لابرينسا، بعد أن أجرت دورة لدراسة الكتابة باختزال والطباعة. في وقت لاحق عملت في عدة مجلات أخرى مثل جاربو وفوتوجراماس وبورفابور، كما عملت في جريدة تيلي اكسبريس. في عام 1981 تركت برشلونة، حيث اكتسبت شهرة واسعة كصحفية تافهة تتحدث عن المشاهير لكي تبدأ في مدريد من الصفر.
عملت -بين عامي 1982 و 1984- في جريدة الباييس وفي التلفزيون الإسباني (TVE)، ثم تركت العمل في الباييس لكي تعمل في جريدة الدياريو 16؛ فقد كانت مقالاتها هي الأكثر قراءة في ذاك الوقت. في عام 1984 وقعت البيان المُعلن ضد ظهور مغامرات تان تان وضد هيرجيه الذي تسبب في انتشار القصص المصورة. بعد مرور عامين، عادت للعمل مرة أخرى في جريدة الباييس.
بدأت عملها الأدبي في عام 1986 بنشر رواية اوه إنه هو: رحلة خيالية حول حياة خوليو إجليسياس، بعدها تم نشر رواية عميان الحب وهما «روايتان فكاهيتان»، حسب ما أعلنت الكاتبة. ولكن بكتابة حب أمريكا: رحلة روحية في أمريكا اللاتينية(1993)، حسبما أعلنت الكاتبة، أتقنت الكتابة. بعد مرور سبع سنوات، حصلت على جائزة بلانيتا عن رواية بينما نعيش.
شهدت ماروخا توريس مقتل المصور الفوتوغرافي خوان رودريغيث برصاص القوات الأمريكية أثناء تغطبة حدث غزو بناما عام1989 بتكليف من جريدة الباييس.
بعد حرب حزب الله وإسرائيل التي قامت بتغطية أحداثها من لبنان، قررت البقاء لفترة في بيروت حيثما كتبت انتظروني في السماء الرواية الحاصلة على جائزة نادال لعام 2009، وكانت قد مُنحت أيضاً جائزة لا كرو دي سان غوردي عام 2004.
ماروخا توريس هي مؤلفة مشاركة مع كارليس ميرا، كاتب سيناريو ومخرج فيلم ملك المامبو (1989).
بعض آراء ماروخا توريس تسببت في الجدال، من بين آرائها يمكننا أن نذكر رأيها المُعلن عام 2005 عن تسمية المصوتين للحزب الشعبي بأبناء العاهرة أثناء قيامها بمقابلة منشورة في جريدة الدياريو دي البارثيلونيس، كما يمكننا أن نذكر مقالها المنشور عام 2006 بجريدة الباييس، أن«الحقيقة تكمن في أن نائب رئيس الحكومة الإسرائيلية، التي تتحكم في بوش، نازي (وكون الشخص نازياً فإن هذا يعني أنه عنصري ضد العرب) وهو أيضاً يميني متعصب يُدعى أفيغدور ليبرمان». فقام السفير الإسرائيلي آنذاك -فيكتور هاريل- بإرسال مذكرة إلى رئيس الجريدة يدين فيها الصحفية بأنها معادية للسامية. فقامت ماروخا توريس بالرد في ذات الوقت بنشر مقال جديد موضحةً بكل صراحة أنها ضد الصهيونية. ولها آراء أخرى مثيرة للجدل في عام 2007 عندما أكدت أن الحزب الشعبي لا يريد الوصول إلى نهاية مع إيتا ETA وأن هذا سوف يقلل من أعداد المصوتين لهم وأن خطابات الحزب الشعبي تثير خوفها مثل الخوف الذي تثيره جماعة إيتا، وفي عام 2008 صرحت أن إسبيرانذا أغيري يجب أن يتم إيداعها في مستشفى ليغانيس لكي تهدأ. والجدير الذكر أن هذا المستشفى والذي يعمل بها الدكتور مونتيس كمدير لقسم الطوارئ والذي وجه إليه تهمة لكونه مسؤول عن ارتفاع معدل الوفيات بسبب التخدير وهو ما تسبب في حالة من التنديد التي لُحقت بفصله مع إجراء التحقيق.
في السادس عشر من شهر مارس لعام 2013 تركت ماروخا توريس جريدة الباييس قبل أن يقوموا بطردها بلحظات من قسم كتابة الآراء. ثم بدأت -من اليوم الخامس والعشرين من أكتوبر لنفس العام- بكتابة عمودها في جريدة الدياريو.

## أعمالها
- أوه إنه هو: رحلة خيالية حول حياة خوليو إجليسياس 1986، رواية فكاهية.
- عماء الحب1991، رواية فكاهية.
- حب أمريكا: رحلة روحية بأمريكا اللاتينية 1993.
- مثل النقطة1995، مقالات.
- الطلح، قصة قصيرة في كتاب برشلونه ذات يوم1998.
- دفء قريب جداً1998، رواية.[9]
- سيدة في الحرب: ماجستير في الحياة1999، رواية ذاتية صحفية.
- الحجاب والدموع، قصة في كتاب سيدات الفجر 1999.
- بينما نعيش 2000، رواية حاصلة على جائزة بلانتيه.
- رجال من المطر 2004، رواية.
- حبيبة في الحرب 2007.
- انتظروني في السماء 2009، رواية حاصلة على جائزة نادال.
- سهل القتل 2011، رواية سوداء نُشرت في بيروت.
- بدون أحشاء 2012.
- عشر مرات سبع 2014.

## الجوائز
- 1986، جائزة فيكتور دي لا سيرنا للصحافة، المقدمة من جمعية الصحافة في مدريد.
- 1990، جائزة فرانثيسكو ثيريثيدو.
- 1998، جائزة الأدب الأجنبي عن رواية دفء قريب جداً.
- 2000، جائزة بلانيتا في نسختها التاسعة وأربعين عن رواية بينما نعيش.
- 2009، جائزة نادال عن رواية انتظروني في السماء.[10]

## روابط خارجية
- ماروخا توريس على موقع IMDb (الإنجليزية)
- ماروخا توريس على موقع مونزينجر (الألمانية)